# Rivière Désert
Rivière Désert är ett vattendrag i Kanada.   Det ligger i provinsen Québec, i den sydöstra delen av landet, 110 km norr om huvudstaden Ottawa.
I omgivningarna runt Rivière Désert växer i huvudsak blandskog. Runt Rivière Désert är det mycket glesbefolkat, med 7 invånare per kvadratkilometer.